# Murat Şahin
Murat Sahin (né le 4 février 1976 à Istanbul, Merdivenköy) est un footballeur turc.
Il a commencé sa carrière de football dans le club amateur de Göztepe Hilal Spor d'Istanbul. À 17 ans, il a été transféré au club de Fenerbahçe. Après 7 saison dans ce club, il a été prêté au club de Vanspor et pendant la saison 1998-1999 il a été transféré à Konyaspor puis à Diyarbakirspor, Adanaspor AS SK, Rizespor, Beşiktaş JK, Gaziantepspor et cette saison 2010-2011 il portera le maillot de Kasımpaşa.